# Braian Ojeda
Braian Ojeda, né le 27 juin 2000 à Itauguá au Paraguay, est un footballeur international paraguayen jouant au poste de milieu central au Real Salt Lake en MLS.

## Biographie

### En club
Né à Itauguá au Paraguay, Braian Ojeda est formé par le Club Olimpia. Le 12 juillet 2019 il est prêté en Argentine, au Defensa y Justicia.
Le 21 février 2021, il inscrit son premier but dans le championnat du Paraguay, sur la pelouse du Club Guaraní (victoire 0-3 à l'extérieur).
En août 2021, il atteint les quarts de finale de la Copa Libertadores. Son équipe s'incline face au club brésilien de Flamengo.
Le 31 août 2021, dernier jour du mercato estival, Braian Ojeda s'engage en faveur de Nottingham Forest. 
En manque de temps de jeu à Nottingham Forrest avec seulement 235 minutes au cours de la saison 2021-2022, il est prêté pour un an au Real Salt Lake, franchise de Major League Soccer, le 4 août 2022. 
Ojeda joue son premier match sous ses nouvelles couleurs le 5 septembre 2022, lors d'une rencontre de MLS face au Los Angeles FC. Il entre en jeu à la place de Scott Caldwell et son équipe est battue par deux buts à zéro.
Un après son arrivée, le 1er août 2023, il est définitivement transféré au Real Salt Lake où il signe un contrat de deux ans et demi.

### En équipe nationale
Avec les moins de 17 ans, il participe au championnat sud-américain des moins de 17 ans en 2017. Lors de cette compétition organisée au Chili, il joue huit matchs. Il se met en évidence en délivrant une passe décisive contre le pays organisateur. Avec un bilan de quatre victoires, trois nuls et deux défaites, le Paraguay se classe troisième du tournoi.
Il dispute ensuite quelques mois plus tard la Coupe du monde des moins de 17 ans qui se déroule en Inde. Lors du mondial junior, il prend part à trois matchs. Le Paraguay s'incline en huitièmes de finale face aux États-Unis.
Par la suite, avec les moins de 20 ans, il participe au championnat sud-américain des moins de 20 ans en 2019. Lors de ce tournoi organisé au Chili, il joue trois matchs. Il s'illustre en marquant un but contre le Pérou. Avec un bilan d'une victoire, un nul et deux défaites, le Pérou ne parvient pas à dépasser le premier tour.
Alors qu'il ne compte encore aucune sélection avec l'équipe nationale du Paraguay, Braian Ojeda est retenu dans la liste du sélectionneur Eduardo Berizzo pour disputer la Copa América 2021,. Il ne joue toutefois aucun match dans cette compétition. Le 2 septembre 2021, il honore sa première sélection lors d'un match face à l'Équateur. Il entre en jeu en cours de partie, et son équipe s'incline sur le score de deux buts à zéro.